# Elaphoidella jeanneli
Elaphoidella jeanneli é uma espécie de crustáceo da família Canthocamptidae.
É endémica da Eslovénia.